# Tân Kỳ, Thái Nguyên
Tân Kỳ là một xã thuộc tỉnh Thái Nguyên, Việt Nam.

## Địa lý
Xã Tân Kỳ có vị trí địa lý:
- Phía đông giáp xã Côn Minh
- Phía tây giáp xã Thanh Mai, xã Yên Bình
- Phía nam giáp xã Yên Bình, xã Sảng Mộc và xã Nghinh Tường
- Phía bắc giáp xã Côn Minh.

Xã Tân Kỳ có diện tích 167,82 km², dân số năm 2025 là 7.718 người. Trên địa bàn xã có quốc lộ 3 chạy song song với dòng sông Cầu, và quốc lộ 3B.

## Lịch sử
Tháng 6 năm 2025, xã Tân Kỳ được thành lập trên cơ sở nhập toàn bộ diện tích tự nhiên, quy mô dân số của xã Tân Sơn (diện tích tự nhiên là 66,81 km2, dân số là 1.782 người), xã Cao Kỳ (diện tích tự nhiên là 59,27 km2, dân số là 3.369 người) và xã Hòa Mục (diện tích tự nhiên là 41,74 km2, dân số là 2.567 người) của huyện Chợ Mới. Trụ sở làm việc của xã nằm tại xã Cao Kỳ cũ.

## Hành chính
Đến năm 2019, xã Cao Kỳ có 13 thôn là Chộc Toòng, Bản Phố, Nà Cà 1, Nà Cà 2, Hua Phai, Nà Nguộc, Tân Minh, Công Tum, Tổng Tàng, Tổng Sâu, Phiêng Câm, Hành Khiến, Khau Lồm.
Xã Hoà Mục có tám thôn là Bản Vọt, Bản Đồn, Bản Chang, Bản Giác, Khuổi Nhàng, Nà Tôm, Tân Khang, Mỏ Khang.
Xã Tân Sơn có sáu thôn là Khuổi Đeng 1, Khuổi Đeng 2, Bản Lù, Nặm Dất, Nà Khu, Phja Rả.